# Алеурометр
Алеуро́метр (від грец. ἄλευρον — борошно) — вимірювальний прилад, винайдений французьким вченим Боландом для випробування придатності борошна для випікання хліба.

## Опис та історія
Це закритий знизу циліндр, крізь кришку якого проходить рухомий поршень, який має на верхньому кінці поділки від 25 до 50.
Алеурометр заснований на тому принципі, що якість борошна визначають ступенем тягучості клейковини, що міститься в ньому.
У нижню частину циліндра вводять певну кількість ще вологої клейковини, отриманої вимиванням крохмалю з борошна, потім циліндр ставлять у масляну ванну, нагріту до 150 °C (температура випікання хліба). Вода в клейковині перетворюється на пару і розтягує масу наскільки сильно, наскільки остання більш тягуча. Внаслідок цього поршень піднімається, і на шкалі можна прямо прочитати величину розтягування.
Якщо прилад показує менш як 25, то борошно не придатне для хліба; воно тим краще, чим ближче розтягування підходить до верхньої межі. На початку XIX сторіччя доктор Сельник у Лейпцигу вдосконалив пристрій масляної ванни (мідний посуд з трубкою, в якій міститься термометр і алеурометр) так, що в неї можна поставити водночас кілька циліндрів.